# Дирижабль Норвегія
Дирижабль N-1 «Норге» (норв. Norge) — збудований у 1923 році Умберто Нобіле в Італії напівжорсткий дирижабль. Придбаний «Норвезьким аероклубом» та після отримання дозволу від італійського уряду N1 перейменований на «Norge». Руаль Амундсен і Умберто Нобіле використовували дирижабль, щоб здійснити перший політ над Північним полюсом 12 травня 1926 року.

## Створення дирижабля і його основні характеристики

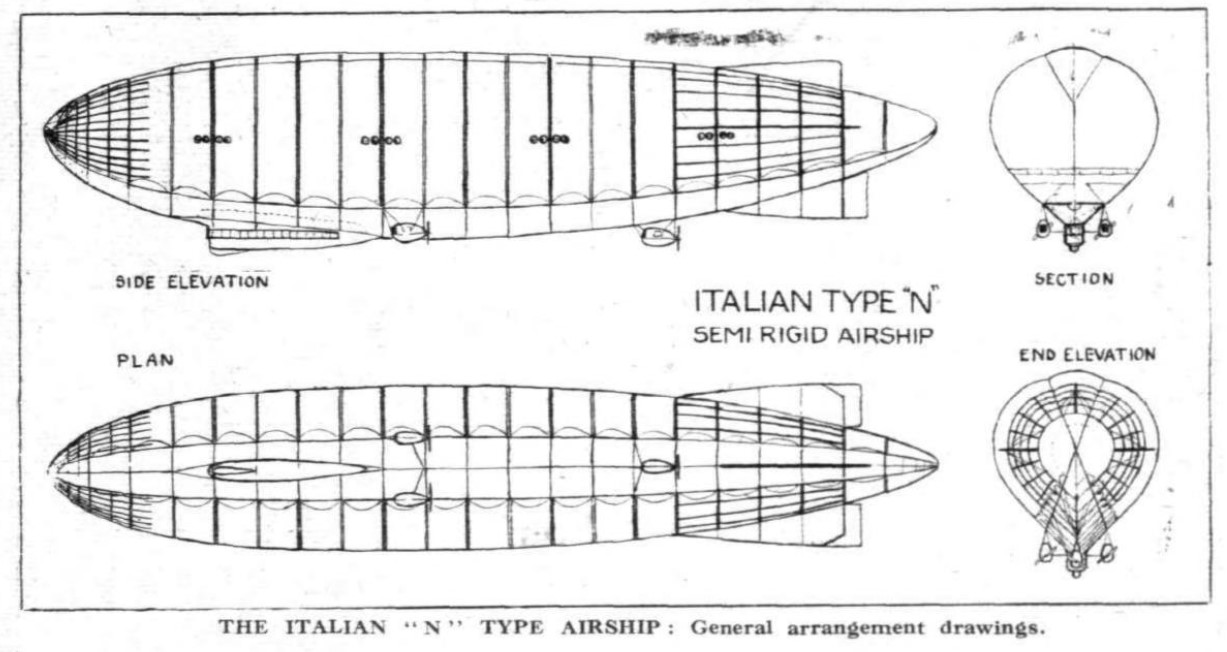
Схема конструкції італійського дирижабля класу «N», 1924 рік (із статті в авіаційному журналі «Flight», № 795 за 20 березня 1924 року)

«Norge» був першим напівжорстким дирижаблем класу N, розробленим під керівництвом італійського інженера  Умберто Нобіле. Його будівництво почалося в 1923 році на італійській державній верфі «Stabilimento di Costruzioni Aeronautiche» (SCA) в Римі і завершилось в лютому 1924 року. Спершу, Умберто Нобіле назвав дирижабль «19 000», але майже відразу перейменував його на «Nobile 1» (N-1) .
Дирижабль мав об'єм 19 000 м³, довжину 106 м, висоту 26 м і ширину 19,5 м. На той час, він був найдосконалішим літальним апаратом з напівжорсткою конструкцією в Італії. Його корпус зробили з більш обтічною формою, що дозволило зменшити коефіцієнт лобового опору і він був майже на 20 % нижчим ніж у його попередника, італійського дирижабля моделі «Т-34» (пізніше цей дирижабль був проданий в США і там отримав назву «Рим»). Каркас «N-1» складався з трикутних шпангоутів та довгих балок виготовлених із сталевих труб. «N-1» був першим італійським напівжорстким дирижаблем, який оснастили хрестоподібним хвостовим оперенням, яке розробила компанія «Schütte-Lanz» .
Оболонку дирижабля створили із тришарового прорезиненого перкалю, що значно зменшило витік газу із неї. Вага 1 м² оболонки становила близько 610 г. Всередині оболонки знаходилась повздовжня перегородка, яка розділяла весь її об'єм на дві частини: велике газосховище та балонет. Газосховище було розділене м'якими перегородками на десять відсіків, а балонет поділили на вісім відсіків. Кожний відсік газосховища був оснащений спеціальним автоматичним клапаном, який спрацьовував при перепаді тиску рівному 340 Па. Перед польотом оболонку наповнювали воднем .
Довгу гондолу захищену міцним склом розташували в передній частині дирижабля і підвісили її під його кілем. В гондолі могли розміститися одразу 20 пасажирів та членів екіпажу. Крім кабіни для пілотів, в гондолі також створили великий номер люкс із столом та стільцями для пасажирів. В номері були широкі панорамні вікна з яких було зручно спостерігати за горизонтом і краєвидами під час польоту. Також, в гондолі помістилась одномісна спальна (нею здебільшого користувався король Італії, який полюбляв здійснювати невеликі повітряні прогулянки на дирижаблі), міні-кухня та туалетна кімната .
«N-1» також мав три невеликі моторні гондоли, в яких було встановлено три двигуни компанії «Maybach» потужністю по 250 к.с. кожен .
В лютому 1924 року «Nobile 1» був готовий здійснювати свої перші тестові польоти.

## Перші польоти

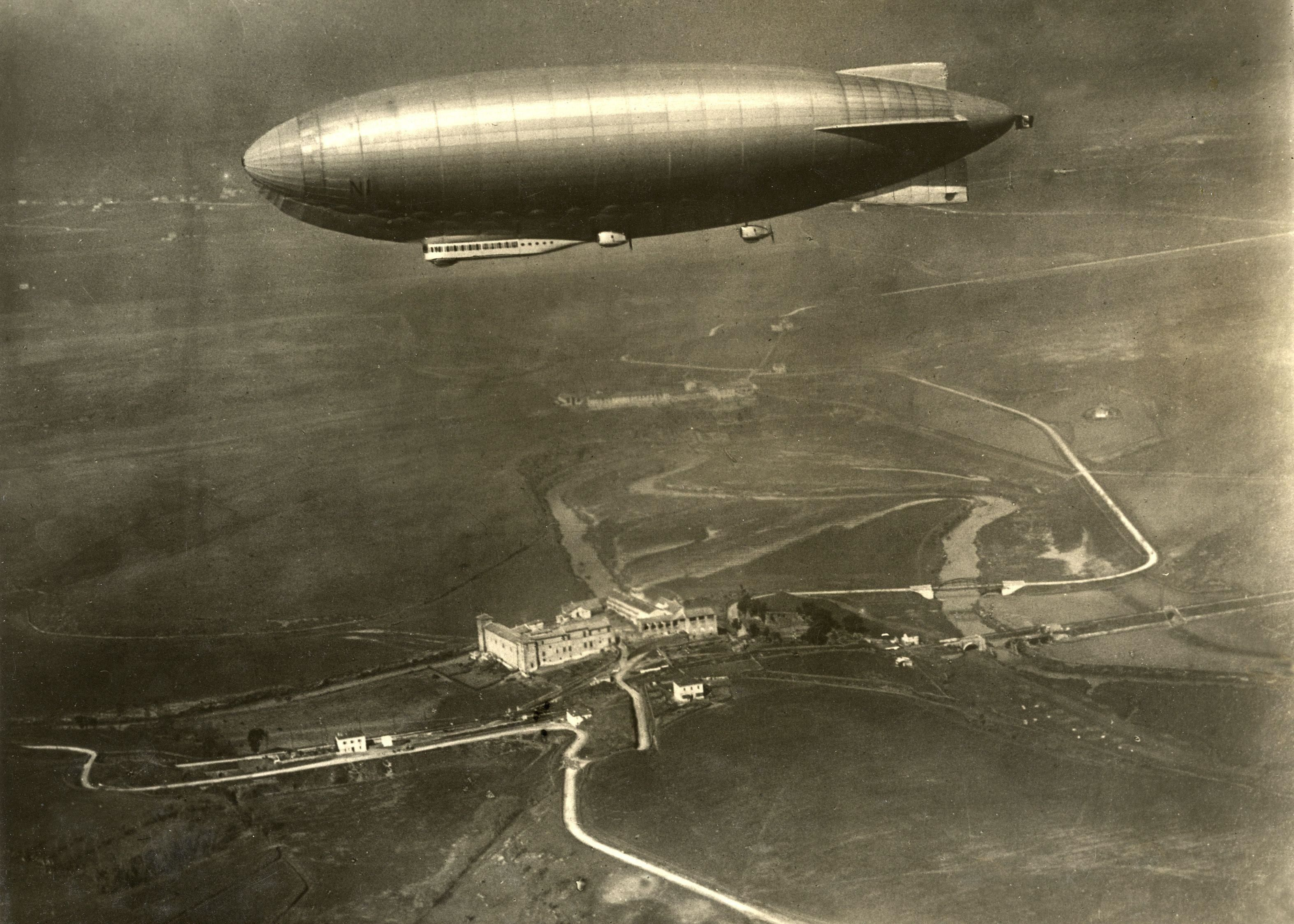
Дирижабль «N-1» в польоті, 1926 рік

Свій перший політ дирижабль «N-1» здійснив 1 березня 1924 року в Римі. Політ був недовгим, але доволі успішним. Згодом, дирижабль дообладнали і він міг здійснювати тестові польоти на значно більші відстані .
15 квітня 1924 року «N-1» потрапив в аварію, коли після сильного пориву вітру відірвався від посадкової щогли і був віднесений від свого ангара на аеродромі Чіампіно на кілька кілометрів. Двох солдатів і механіка, які не встигли вчасно відпустити швартові канати, піднесло разом з дирижаблем на висоту 90 метрів, після чого вони впали і розбились на смерть. Та ця трагедія не зупинила тестові польоти дирижабля. Його повернули в ангар аеропорту, відремонтували і згодом він знову міг літати .
21 грудня 1924 року «N-1» здійснив переліт між  Сицилією та Пантеллерією. В цьому польоті його супроводжував ще один доволі відомий дирижабль цепелін «Esperia» (раніше LZ 120 «Bodensee»). Обом дирижаблям вдалося подолати відстань понад 400 км .
Наприкінці травня 1925 року «N-1» здійснив успішний переліт з Риму в Барселону, а звідти відправився до французького аеропорту Куєрс-П’єреффе (Aérodrome de Cuers-Pierrefeu), де взяв участь в повітряному параді влаштованому для вшанування пам’яті 52 загиблих членів екіпажу французького дирижабля «Dixmude» (раніше LZ 114), який роком раніше потрапив в катастрофу і розбився біля узбережжя Сицилії.  З Франції «N-1»  вирушив назад в Італію і повернувся на місце свого базування в римському аеропорту Чіампіно, пролетівши загалом відстань в понад 1500 миль .
25 червня 1925 року Умберто Нобіле відвідав Норвегію на запрошення Руаля Амундсена. На зустрічі в Осло він уклав усну угоду з норвежцями згідно з якою, «N-1» ставав власністю норвезького «Aero Club»  за 75 000 доларів і мав  бути переобладнаний для здійснення трансарктичного перельоту із Шпіцбергена до Аляски над Північним полюсом. Головним спонсором, який виділив потрібні для покупки дирижабля кошти, виступив американський меценат, бізнесмен і великий прихильник авіації й польотів Лінкольн Елсворт .
1 вересня 1925 року в Римі Руаль Амундсен і  прем'єр-міністр Італії Беніто Муссоліні підписали офіційний контракт про продаж «N-1» норвежцям. Дальше, згідно із контрактом, дирижабль протягом п’яти місяців переобладнали, щоб він міг здійснювати польоти в суворих  арктичних умовах. Керував процесом підготовки дирижабля до експедиції в Арктику сам Умберто Нобіле. Італійські авіаконструктори повністю замінили гондолу дирижабля, зменшили її розміри, замінили великі панорамні вікна на маленькі круглі скляні ілюмінатори, які взяли із одного з морських суден. Стінки гондоли були замінені на легші, зроблені із легкої парусинової тканини. Будь-які ознаки комфортного перебування в гондолі, якими раніше славився  «N-1», зникли, адже основним завданням конструкторів було не створення комфортних умов для членів екіпажу, а зменшення ваги дирижабля, щоб він міг взяти якнайбільше пального потрібного для дуже довгого перельоту. Загалом, після переобладнання, оновлений дирижабль мав загальну вагу 11,8 тонн і міг взяти додаткові 700 кг вантажу, який раніше ніяк би не помістився на його борту .
У лютому 1926 року дирижабль був готовий до експедиції і 29 березня в римському аеропорту Чіампіно було влаштовано офіційну церемонію передачі дирижабля норвежцям, під час якої його було перейменовано з «Nobile 1» на «Norge» .

## Учасники експедиції
| Ім'я                            | Посада                            |
| ------------------------------- | --------------------------------- |
| Норвезька група                 |                                   |
| Руаль Амундсен (1872—1928)      | Керівник експедиції               |
| Яльмар Рісер-Ларсен (1872—1928) | Перший штурман                    |
| Фредрік Рамм (1892—1943)        | журналіст                         |
| Італійська група                |                                   |
| Умберто Нобіле (1885—1978)      | Капітан дирижабля                 |
| Представники з інших країн      |                                   |
| Фінн Мальмгрен (1895—1928)      | Шведський метеоролог і океанограф |